# Attagenus abbreviatus
Attagenus abbreviatus is een keversoort uit de familie spektorren (Dermestidae). De wetenschappelijke naam van de soort werd in 1856 gepubliceerd door Oswald Heer.